# Bembidion canadianum
Bembidion canadianum är en skalbaggsart som beskrevs av Thomas Casey. Bembidion canadianum ingår i släktet Bembidion och familjen jordlöpare. Inga underarter finns listade i Catalogue of Life.